# File transfer protocol

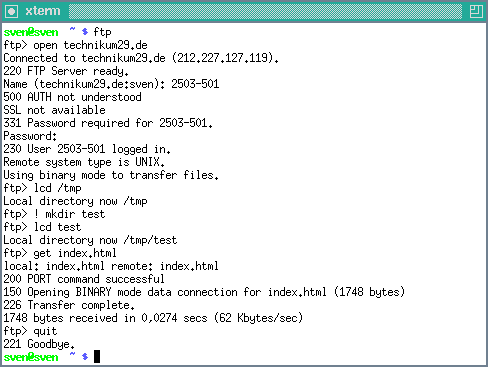
Een FTP-sessie in een Linux-terminal.

File transfer protocol (FTP) is een protocol dat uitwisseling van bestanden tussen computers vergemakkelijkt. Het standaardiseert een aantal handelingen die tussen besturingssystemen vaak verschillen.
Een FTP-client (zoals FileZilla) start een verbinding met een FTP-server standaard via TCP-poort 21.
De huidige versie is gedefinieerd in RFC 959. Aanvullingen zijn te vinden in RFC 2228, RFC 2640 en RFC 2773.

## Geschiedenis
FTP ontstond in 1971 en groeide zeer snel uit tot een wereldstandaard. Sinds die tijd maakt FTP het mogelijk bestanden te verzenden of te ontvangen van elke computer ter wereld, voor zover deze is aangesloten op internet, en zolang een eventuele proxy of firewall FTP-verkeer toelaat.

## Techniek
Het concept van een FTP is gebaseerd op het client-servermodel dat ook andere delen van het internet kenmerkt. De clientsoftware maakt een verbinding met de opgegeven FTP-server aan de andere kant van de 'lijn'. Deze antwoordt aan de client, waarna de client de gegevens aan de gebruiker toont.
FTP-servers kunnen anonieme gebruikers toelaten of juist een geldige gebruikersnaam-/wachtwoordcombinatie vereisen alvorens toegang tot de achterliggende bestanden te geven.

## Veiligheid
Standaard FTP-verbindingen zijn niet voorzien van encryptie, waardoor de verstuurde gegevens gemakkelijk kunnen worden uitgelezen door hackers. Door gebruik te maken van een encryptielaag kan dit, voor zover mogelijk, worden voorkomen.

## Clientsoftware
Bekende FTP-clients voor Windows zijn CuteFTP, FileZilla, WinSCP en WS FTP. Voor macOS is (naast FileZilla) Cyberduck een bekende opensourceclient. Ook is Transmit verkrijgbaar, een shareware-alternatief. De meeste webbrowsers hebben (beperkte) FTP-functionaliteit.
Voor Firefox bestond er een plug-in onder de naam FireFTP die van Firefox een volwaardige FTP-client maakte.

## Serversoftware
Voor Linux is er onder andere ProFTPd en vsFTPd.